# Sargocentron spiniferum

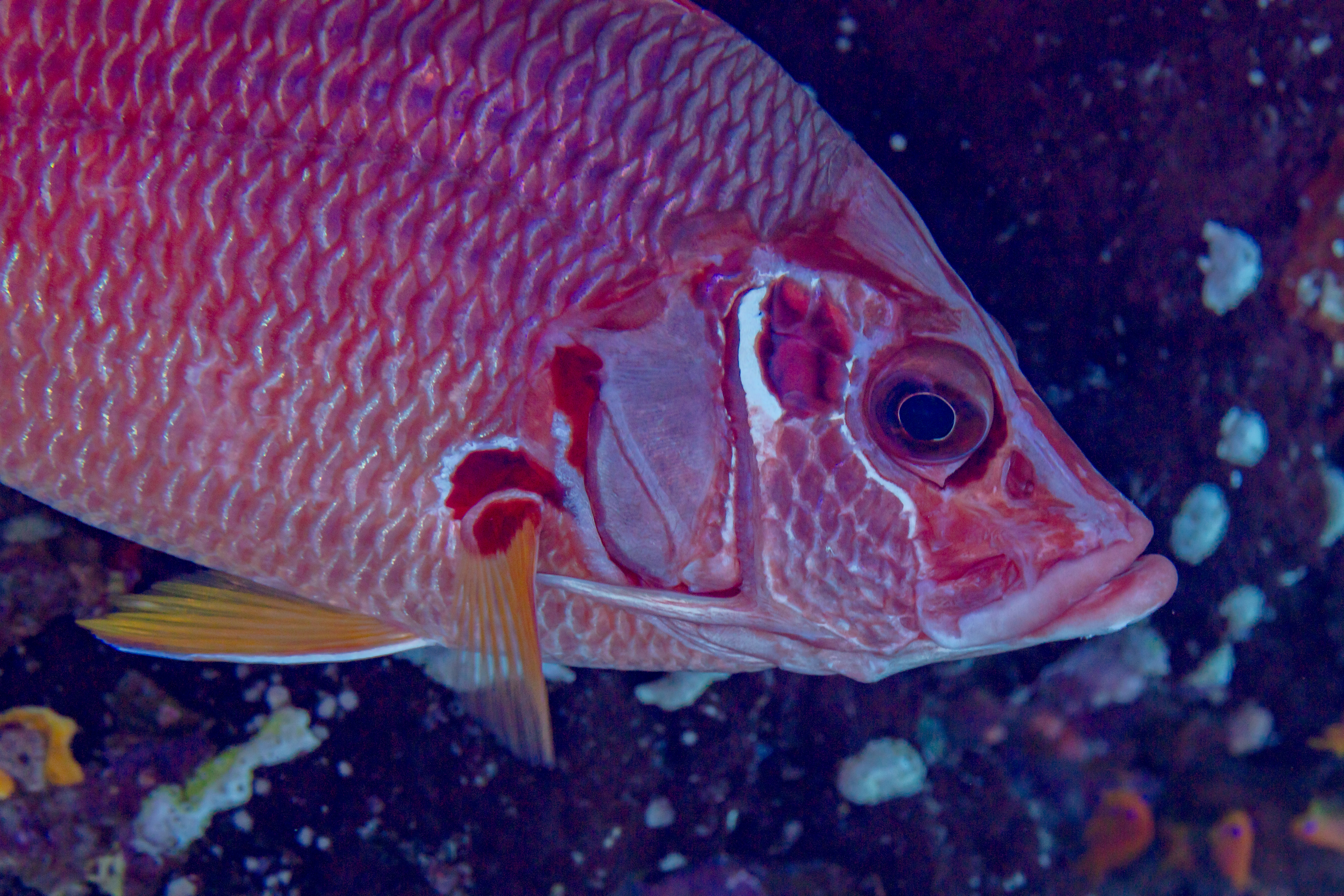
Detalle de la cabeza.

El candil sable es la especie Sargocentron spiniferum, un pez marino de la familia holocéntridos, distribuida por aguas costeras de los océanos Índico y Pacífico, el mar Rojo y toda la Polinesia.

## Importancia para el hombre
Se puede encontrar en los mercados aunque raramente y con escaso valor, además de que se debe tener precaución con su ingesta pues se han descrito casos de envenenamiento por ciguatera y en su manipulación hay que tener cuidado pues la gran espina del preopérculo es venenosa; también es muy empleado en acuariología marina.

## Anatomía
Cuerpo comprimido lateralmente de color rojo y blanco, tiene una longitud máxima descrita de 35 cm, aunque se ha descrito una captura de 51 cm.
En la aleta dorsal tiene 11 espinas y unos 15 radios blandos, mientras que en la aleta anal tiene 4 espinas y 9 o 10 radios blandos, las espinas de la dorsal son muy rojas mientras que el resto de las aletas son de color amarillo-anaranjado, con la tercera o cuarta espina de ambas aletas mencionadas más larga que el resto de las espinas; tienen una mancha oblonga vertical llamativa en el preopérculo inmediatament por detrás del ojo.
Tiene cinco filas de escamas oblicuas en la mejilla; la mandíbula inferior se proyecta ligeramente cuando está cerrada; enormes fosas nasales a los lados de la cabeza; ligera cresta en la parte superior de los huesos suborbitales débilmente aserrada; gran espina muy venenosa en el preopérculo, normalmente mayor que el diámetro de las órbitas en especímenes jóvenes.

## Hábitat y biología
Vive en mares tropicales, en aguas superficiales asociado a arrecifes de coral, Es una especia solitaria, que además de en los arrecifes también se le puede encontrar en lagunas mareales de zonas poco sometidas a pesca; durante el día permanece escondido bajo los salientes, mientras que por la noche busca alimento de crustáceos y pequeños peces.